# HMS Poseidon (P99)
| «Посейдон» (P99)                                                      | «Посейдон» (P99) | «Посейдон» (P99) |
| --------------------------------------------------------------------- | --- | --- |
| HMS Poseidon (P99)                                                    | | |
|                                                                       | | |
| Британські підводні човни «Посейдон» і «Протеус». 1929                | | |
| Верф                                                                  | Vickers Shipbuilding and Engineering, Барроу-ін-Фернесс                                                                                         | Vickers Shipbuilding and Engineering, Барроу-ін-Фернесс                                                                                         |
| Під прапором                                                          | Велика Британія | Велика Британія |
| Належність                                                            | Військово-морські сили Великої Британії | Військово-морські сили Великої Британії |
| Порт приписки                                                         | Гонконг | Гонконг |
| Закладений                                                            | 5 вересня 1928 | 5 вересня 1928 |
| Спуск на воду                                                         | 22 серпня 1929 | 22 серпня 1929 |
| Введений до складу флоту                                              | 5 травня 1930 | 5 травня 1930 |
| На службі                                                             | 1930–1931 | 1930–1931 |
| Загибель                                                              | 9 червня 1931 року затонув у наслідок зіткнення з китайським торговельним судном SS Yuta. 1972 рештки підводного човна таємно підняти китайцями | 9 червня 1931 року затонув у наслідок зіткнення з китайським торговельним судном SS Yuta. 1972 рештки підводного човна таємно підняти китайцями |
| Сучасний статус                                                       | розібраний для вивчення | розібраний для вивчення |
| Проєкт                                                                | | |
| Класифікація ПЧ                                                       | океанський дизель-електричний підводний човен                                                                                                   | океанський дизель-електричний підводний човен                                                                                                   |
| Тип ПЧ                                                                | Підводний човен типу «Партіан» | Підводний човен типу «Партіан» |
| Основні характеристики                                                | | |
| Швидкість (надводна)                                                  | 17,5 вузлів (32,4 км/год) | 17,5 вузлів (32,4 км/год) |
| Швидкість (підводна)                                                  | 9 вузлів (17 км/год) | 9 вузлів (17 км/год) |
| Робоча глибина занурення                                              | 90 м | 90 м |
| Гранична глибина занурення                                            | 150 м | 150 м |
| Дальність плавання                                                    | 8 500 миль (15 700 км) на швидкості 10 вузлів                                                                                                   | 8 500 миль (15 700 км) на швидкості 10 вузлів                                                                                                   |
| Екіпаж                                                                | 59 офіцерів та матросів | 59 офіцерів та матросів |
| Розміри                                                               | | |
| Довжина найбільша (по КВЛ)                                            | 105 м | 105 м |
| Ширина корпусу найб.                                                  | 8,61 м | 8,61 м |
| Середня осадка (по КВЛ)                                               | 4,85 м | 4,85 м |
| Водотоннажність надводна                                              | 2 026 тонн | 2 026 тонн |
| Водотоннажність підводна                                              | 2 723 тонни | 2 723 тонни |
| Силова установка                                                      | | |
| Дизель-електрична: 2 × дизельних двигуни Admiralty 2 × електродвигуни | | |
| Гвинти                                                                | 2 | 2 |
| Потужність                                                            | 4 400 к.с. (дизелі) 1 530 к.с. (електродвигуни)                                                                                                 | 4 400 к.с. (дизелі) 1 530 к.с. (електродвигуни)                                                                                                 |
| Озброєння                                                             | | |
| Артилерія                                                             | 1 × 102-мм корабельна гармата Mk.XII | 1 × 102-мм корабельна гармата Mk.XII |
| Торпедно- мінне озброєння                                             | 6 × 533-мм носових торпедних апарати 13 торпед                                                                                                  | 6 × 533-мм носових торпедних апарати 13 торпед                                                                                                  |
| ППО                                                                   | 2 × зенітні кулемети Lewis | 2 × зенітні кулемети Lewis |

«Посейдон» (N99) (англ. HMS Poseidon (P99) — військовий корабель, океанський патрульний підводний човен далекого радіусу дії типу «Партіан» Королівського військово-морського флоту Великої Британії міжвоєнних часів.
Підводний човен «Посейдон» був закладений 5 вересня 1928 року на верфі компанії Vickers Shipbuilding and Engineering у Барроу-ін-Фернессі. 22 серпня 1929 року він був спущений на воду, а 5 травня 1930 року увійшов до складу Королівських ВМС Великої Британії.

## Історія служби
Після введення в експлуатацію підводний човен «Посейдон» перебував у складі британської 4-ї флотилії підводних човнів на Китайській станції на військово-морській базі Гонконг разом з іншими кораблями свого класу. Кораблі Китайської станції мали завдання захисту торгівлі та використовувалися як символ британської влади в цьому регіоні світу. Приблизно о 12:12 9 червня 1931 року, під час тренувань на поверхні з кораблем-депо Marazion за 20 миль (32 км) на північ від бази кораблів у Вейхаї, попри чудову видимість, «Посейдон» зіткнувся з китайським торговим судном SS Yuta.
31 члену екіпажу підводного човна вдалося вибратися у воду, перш ніж підводний човен затонув на глибині 40 м протягом кількох хвилин. Авіаносець «Гермес», важкий крейсер «Бервік» і підводний човен «Персеус» керували рятувальними операціями. «Посейдон» був оснащений підводним апаратом «Девіс», який надійшов на озброєння двома роками раніше. Це була підводна дихальна система замкнутого циклу, яка забезпечувала носій чистим киснем і брезентовою опорою для уповільнення швидкості підйому. Попри те, що субмарина не була обладнана спеціальними евакуаційними відсіками або затоплювальними клапанами, восьми членам екіпажу вдалося покинути передню частину човна, хоча двоє не змогли піднятися на поверхню, а один загинув пізніше. Загалом загинув 21 член екіпажу.
Наслідком успішної втечі частини екіпажу стала зміна настанов Адміралтейства щодо порад екіпажам ПЧ чекати прибуття допомоги на спробу втекти з підводного човна якомога швидше. Ця порада була проголошена в Палаті громад у березні 1934 року.